# Fietsslot

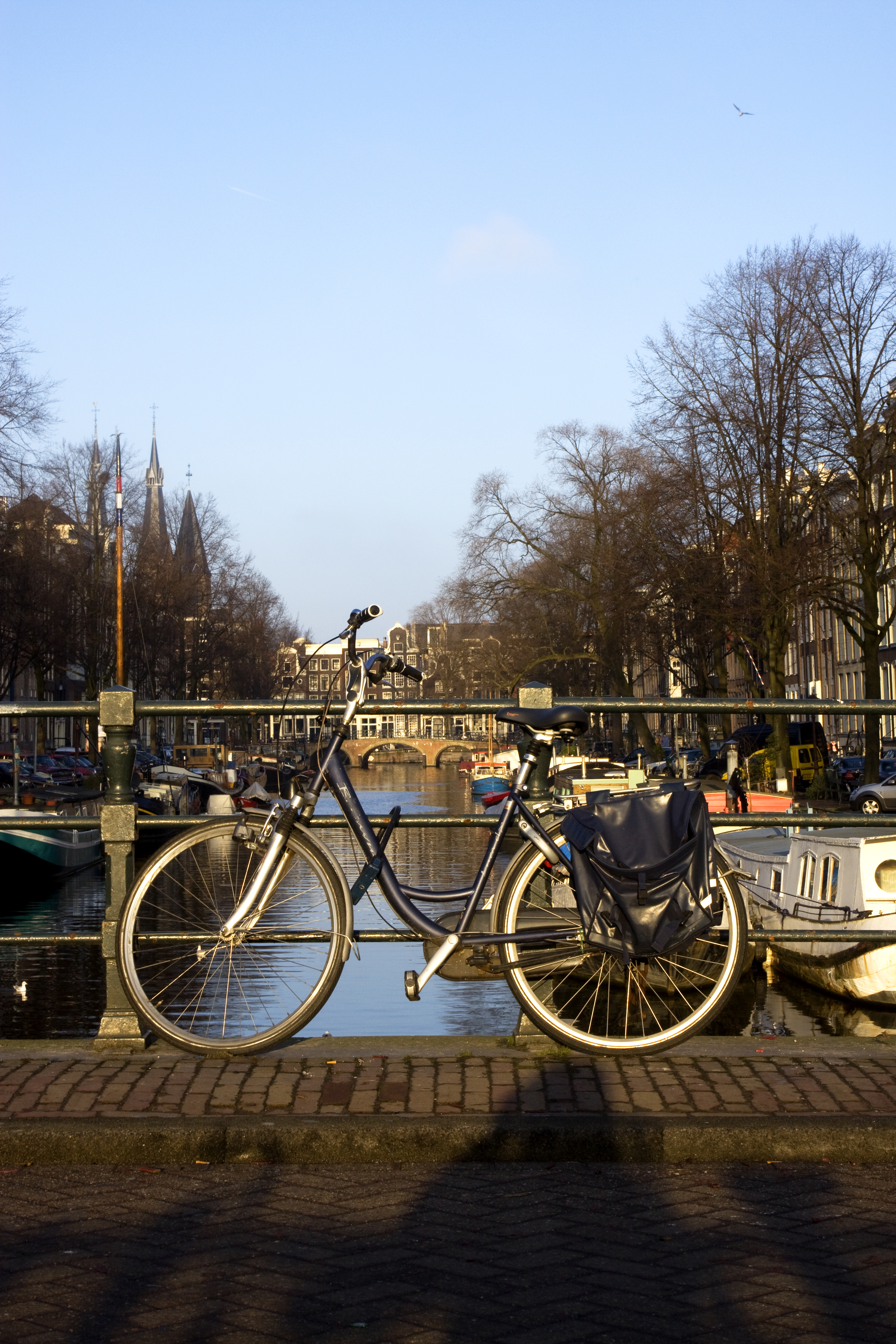
Fiets met beugelslot aan een brugleuning te Amsterdam

Een fietsslot is een slot dat moet voorkomen dat een fiets kan worden gebruikt zonder toestemming van de bezitter. Er bestaan twee vormen van fietssloten: een slot dat de fiets onbruikbaar maakt (maar dat niet voorkomt dat de gehele fiets wordt verplaatst) en een slot dat de fiets verankert aan een object in de omgeving. 

## Soorten sloten
Er zijn veel verschillende soorten fietssloten op de markt, in verschillende prijs- en kwaliteitsklassen. In principe zijn alle sloten te kraken, maar hoe meer weerstand het gebruikt type slot biedt, des te eerder zal de dief zijn poging het betreffend slot te verbreken opgeven of zelfs geheel en al van een poging afzien. Omdat geroutineerde fietsendieven zich dikwijls in het kraken van een bepaald type slot hebben gespecialiseerd, biedt het gebruik van twee verschillende sloten nog meer bescherming. Hieronder een overzicht van de sloten die bestaan.

### Ringslot

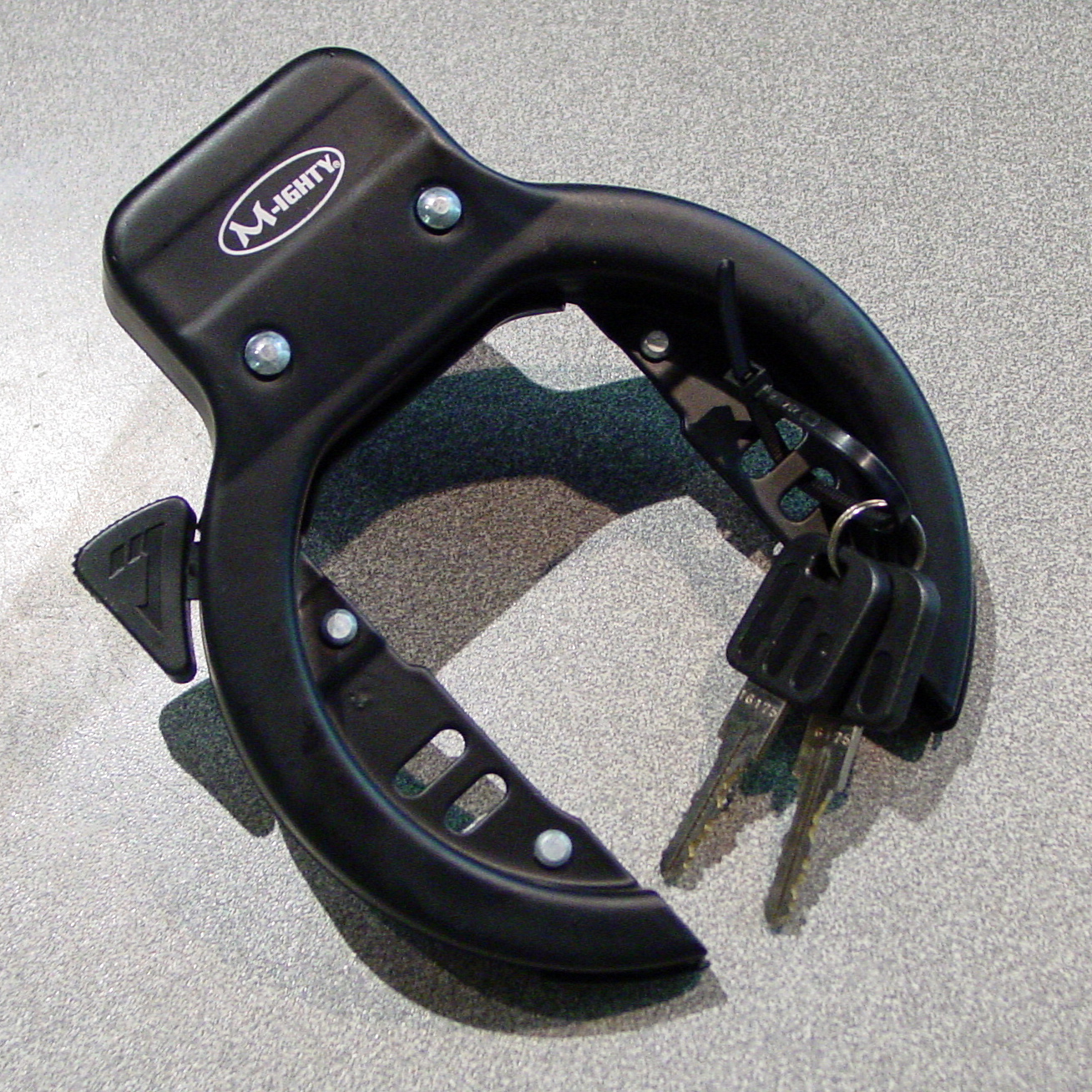
Ringslot

Dit slot is aan het fietsframe bevestigd en sluit als een ring rond het achterwiel, waardoor de wielspaken worden geblokkeerd en het achterwiel niet meer kan draaien.
Dit slot is gemakkelijk te gebruiken doordat het een geheel met de fiets is. Nadeel is dat de fiets niet aan een vast object wordt vastgemaakt: de dief kan een fiets in zijn geheel meenemen, waarna hij thuis op zijn gemak het slot kan openbreken. Dit bezwaar wordt ondervangen door ringsloten met de mogelijkheid een insteekketting of insteekkabel in de zijkant van het slot te steken waarmee de fiets aan een vast object kan worden verbonden.
Moderne ringsloten bevatten een chip met een geregistreerde code die bij de eigenaar bekend is. Doet men bij de politie aangifte van een fietsdiefstal, dan moet men de code van de chip opgeven. Wordt de fiets door de politie gevonden, dan kan de politie de code uitlezen en snel vaststellen of de fiets als gestolen geregistreerd staat. Deze methode is van beperkte waarde omdat de meeste fietsendieven het slot van de fiets verwijderen, waarmee ook de chip verloren gaat.

### Kabelslot

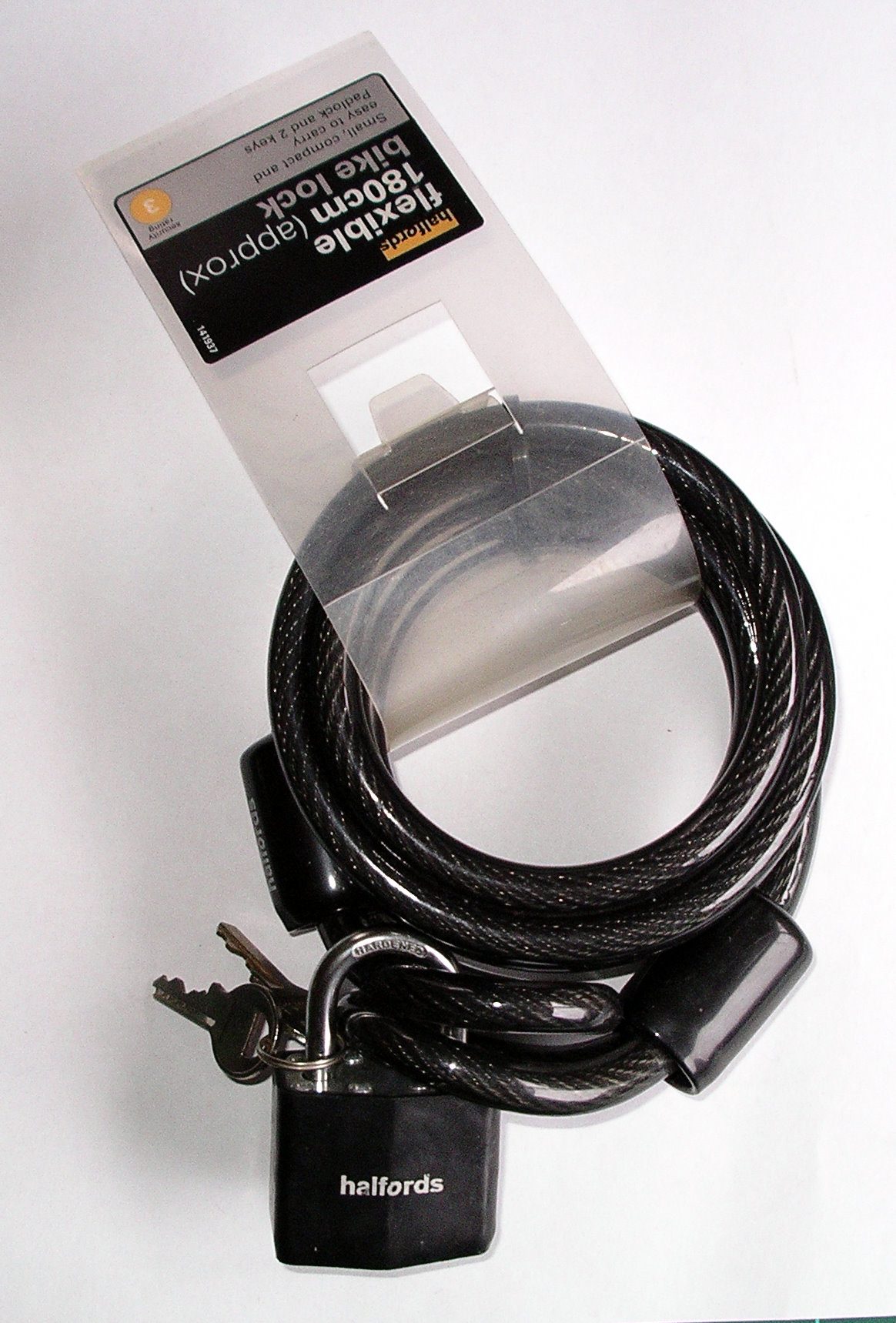
Kabelslot met gehard staal

Dit slot bestaat uit los geweven staaldraad met een plastic omhulsel. Door hun vorm kan men ze gemakkelijk meenemen en gebruiken. Hoewel vooral de dikkere kabelsloten er robuust uitzien, bieden ze niet genoeg bescherming. Deze kabels zijn namelijk zeer eenvoudig door te knippen, een simpele kniptang is al voldoende. Als er tijd voor is, doet een dief dit desnoods draadje voor draadje met een klein tangetje. Beter zijn kabelsloten van gehard staal; die zijn veel moeilijker open te knippen.

### Beugelslot

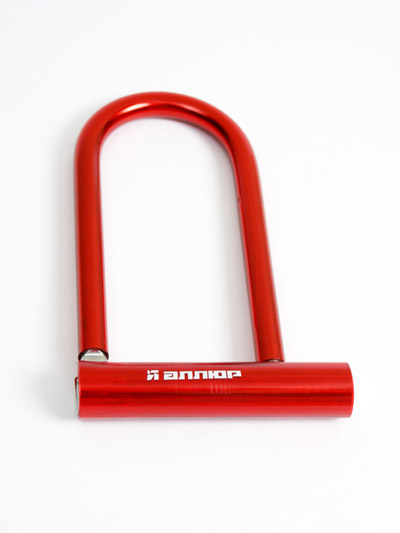
Beugelslot

Dit model bestaat uit twee delen, waarvan het ene deel (de beugel) U-vormig is en het andere deel staafvormig. Met de beugel wordt de fiets aan een vast object bevestigd. Dit slot is gemaakt uit gehard staal en biedt een degelijke beveiliging als het juist wordt gebruikt. Dit slot kan niet doorgeknipt worden met een betonschaar.
Echter, ook dit slot is te kraken, zelfs zonder gereedschap of sleutel, namelijk door de fiets als hefboom te gebruiken en de fiets rond te draaien (achterwiel omhoog en zo over de kop laten gaan), op deze manier breekt de beugel vrij gemakkelijk open.

### Kettingslot

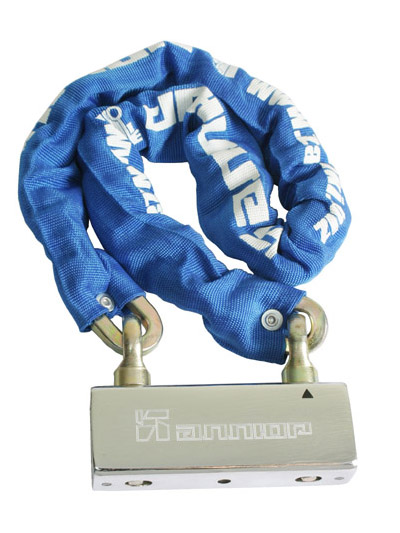
Kettingslot

Een kettingslot bestaat uit een al dan niet geharde stalen ketting en een sluiting. De ketting is meestal voorzien van een beschermhoes om beschadigingen aan het fietsframe te voorkomen. Dit type slot wordt veelal gezien als het veiligste fietsslot. Echter: niet alle kettingsloten zijn even veilig. Bij een kettingslot van niet-gehard staal, te herkennen aan ronde schakels en de lage prijs, gaan vooral de dunnere exemplaren al met een kniptang door. Maar ook gehard stalen kettingen kunnen onveilig zijn. Met een betonschaar zijn gehard stalen schakels van 6 mm of minder dikwijls eenvoudig door te knippen.
Sloten met een gehard stalen ketting van 8 mm worden wel als veilig beschouwd: een betonschaar bijt zich er doorgaans op stuk. De meerwaarde van nog dikkere kettingen is maar gering. Behalve dat deze  vaak onhandzaam, zwaar en prijzig zijn, zijn ze bovenal onnodig. Al dit soort sloten zijn te verbreken met behulp van een slijptol, daar is geen enkel slot tegen bestand. Maar dit geldt ook voor sloten met een ketting van 8 mm. Daarom wordt een gehard stalen kettingslot met schakels van 8 mm vaak aanbevolen als beste slot voor een fiets.
Het in het frame geïntegreerd slot is een nieuwe ontwikkeling sinds 2008, met name op fietsen van enkele Nederlands merken.

## Fysieke sleutel versus code

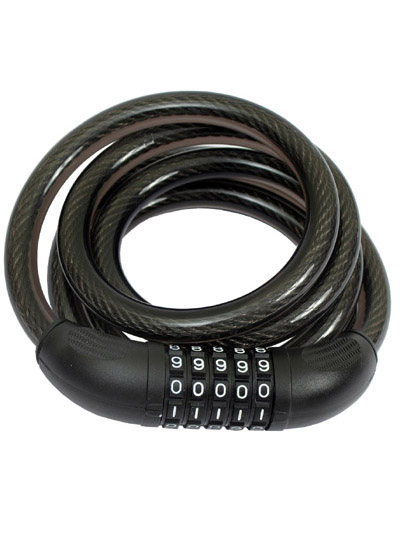
Combinatieslot

Een combinatieslot of cijferslot werkt niet met een sleutel, maar met een te onthouden unieke cijfercombinatie.  Dit slot heeft een sluiting waarin meerdere draaiende schijfjes met uitsparingen zijn aangebracht, het andere uiteinde is voorzien van een pin met daarop tanden. Het slot is gesloten wanneer de pin erin wordt gestoken en de combinatieschijven naar een andere positie worden gedraaid. Om het te openen dienen de genummerde schijven in de juiste combinatie te worden gedraaid: alle uitsparingen bevinden zich dan in een rij achter elkaar waardoor de pin uit het slot gehaald kan worden. Vaak is er de mogelijkheid om zelf een cijfercombinatie in te stellen, zo kan er gekozen worden voor een gemakkelijk te onthouden getal.
Veel sloten van dit type zijn onveilig omdat ze geopend kunnen worden zonder de juiste combinatie te kennen. Behalve wanneer het slot zeer precies is geproduceerd, is het mogelijk te bepalen op welk cijfer een schijf moet staan om het slot te openen. Dat werkt als volgt: wanneer de pin naar buiten wordt getrokken, zal een van de tanden sterker dan de andere drukken op de bijbehorende schijf. Deze schijf wordt dan rondgedraaid tot een zacht klikje te horen is, wat aangeeft dat de tand zich in de uitsparing bevindt. Deze procedure wordt voor de overige schijven herhaald. Op deze manier kan in zeer korte tijd de juiste cijfercombinatie worden gevonden.

## Manier van gebruik

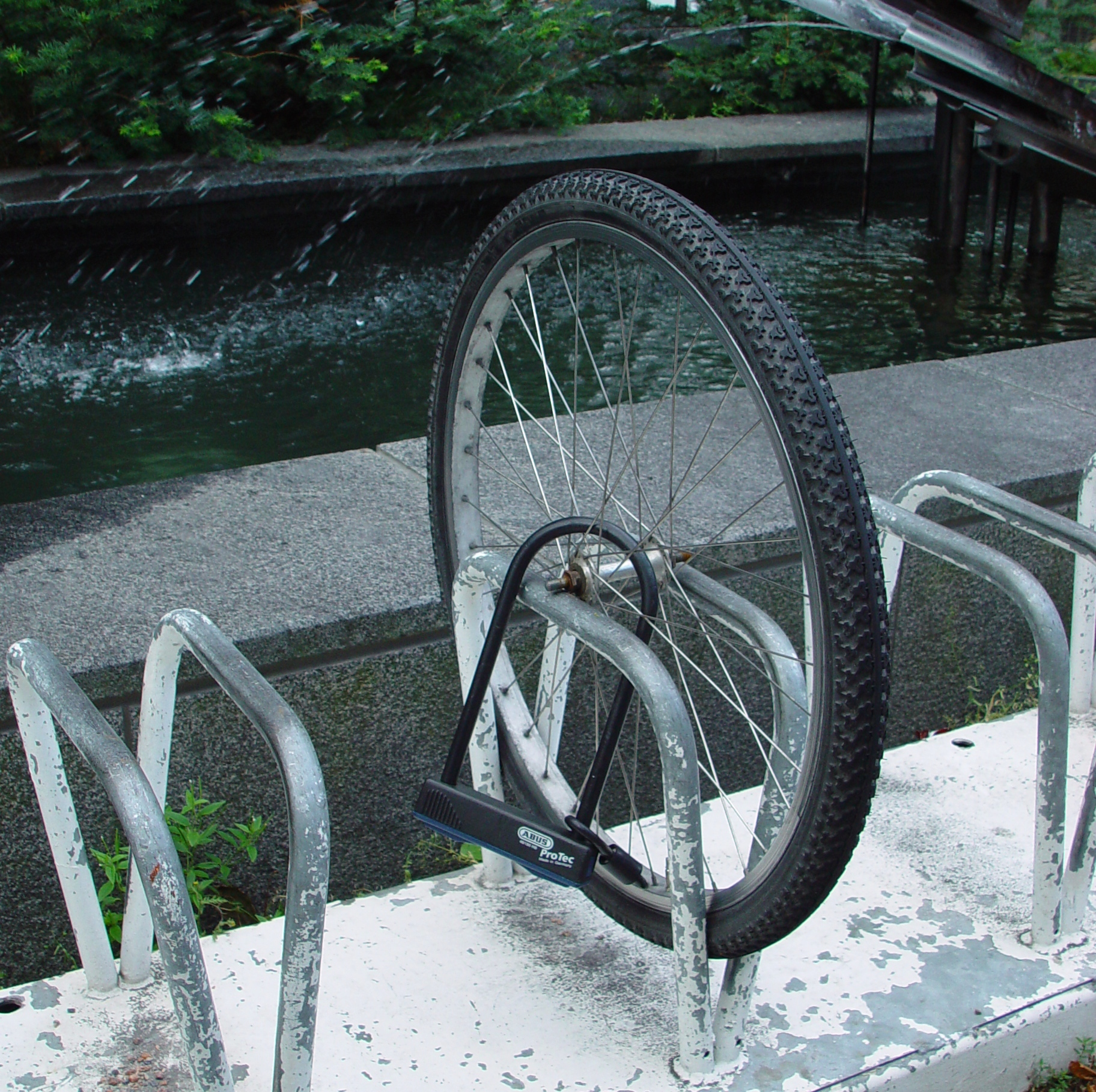
Fout: het voorwiel is goed vastgezet, maar de rest van de fiets is gestolen. De dief hoefde alleen maar het voorwiel los te schroeven.

Een fietsslot is alleen echt effectief wanneer het wordt gebruikt om de fiets vast te maken aan een niet-verplaatsbaar object, zoals een fietsnietje, lantaarnpaal, fietsrek of een hek.
Beugelsloten kunnen beter niet in het midden van het frame worden vastgemaakt: een potentiële dief kan de fiets dan als hefboom gebruiken door de fiets rond te draaien, en zo de beugel openbreken.
Een beugelslot sluit je best vast met het achter/voorwiel samen met je frame aan een vast object. De voorbestemde fietsenstallingen zijn daar ideaal voor.